# Uçmag
Uçmag (également orthographié : Uçmag, Uçmak, Ocmah, Uçmah) (prononcé : Utchmaq) est le paradis dans la mythologie turque et altaïque. Il est l'opposé de Tamag. Les âmes des justes y séjournent après la mort.

## Étymologie
Puisque l'âme atteint le ciel en y volant, par exemple en prenant l'apparence d'un oiseau ou portée par un esprit envoyé par Ulgen, sera portée au ciel après la mort, le ciel a une connotation de vol. Comme le mot turc pour vol (uç) combiné au suffixe verbal infinitif -mak signifie s'envoler, ce mot a servi à désigner, à partir du XIe siècle, cette région particulière de l'au-delà.
Dans le Tengrisme, le ciel ressemble à la terre, mais comme non souillé par les humains, avec une nature intacte. Il y est beaucoup plus lumineux que la terre et les natifs de ce monde n'ont jamais dérogé aux traditions de leurs ancêtres. Les chamans peuvent s'y rendre dans le cadre de leurs rituels.